# Rio Itapará
O rio Itapará é um rio brasileiro do estado de Roraima, cortando o município de Rorainópolis. Sua foz dá-se no baixo rio Branco, próximo a localidade de Santa Maria do Boiaçu.